# Aggregatierecht
Het aggregatierecht is de wettelijke mogelijkheid van een vorst of regering om de benoeming van nieuwe leden van een Ridderorde en al de bevorderingen binnen de Orde goed te keuren.
Alle benoemingen en bevorderingen in de Ridderlijke Duitsche Orde in de protestantse Balije Utrecht geschieden bij Koninklijk besluit.